# Facultad de Administración de la Universidad de los Andes
La Facultad de Administración de la Universidad de los Andes es una escuela de negocios ubicada en Bogotá, Colombia. Ofrece programas de pregrado (Administración y Contaduría Internacional) y de posgrado, impartidos mayoritariamente en español, incluyendo un MBA (en modalidad de Ejecutivo, Tiempo Completo, Tiempo Parcial y Global MBA), diferentes maestrías (Mercadeo, Finanzas, Gerencia Ambiental, Gerencia y Práctica del Desarrollo e Investigación en Administración), programas de Educación Ejecutiva, especializaciones (Administración Financiera, Gestión de Riesgo y Control de Instituciones Financieras, Gerencia de Abastecimiento Estratégico, Inteligencia de Mercados y en Negociación) y un Doctorado en Administración. 
La Facultad de Administración de la Universidad de los Andes es la única escuela de negocios en Colombia, y una de siete en América Latina, que está acreditada con la Triple Corona. La Triple Corona implica la acreditación por parte de las tres asociaciones de acreditación más influyentes a nivel internacional: EQUIS, AACSB y AMBA.

## Historia

### Universidad de los Andes
La Universidad de los Andes fue fundada el 16 de noviembre de 1948, por un grupo de personas liderado por Mario Laserna Pinzón, siendo la primera universidad privada de carácter laico de Colombia, independiente de ideales políticos y sin interés de defensa de los intereses de ningún grupo económico o social en particular.

### Facultad de Administración
La Facultad de Administración de la Universidad de los Andes fue fundada en 1972, fecha en que comenzó a operar de forma independiente.Antes de esto, pertenecía a la Facultad de Economía bajo el nombre de Facultad  de Administración Industrial y Comercial.

## Acreditaciones
A nivel nacional, el Programa de Pregrado en Administración de la Universidad de los Andes goza de la máxima acreditación otorgada por la Comisión Nacional de Acreditación, CNA. Esta acreditación la obtuvo en el 2002 por un periodo de nueve años.
A nivel internacional, la Facultad ha obtenido la acreditación AACSB (Association to Advance Collegiate Schools of Business), de EQUIS (European Quality Improvement System), y de AMBA (Association of Masters of Business Administration). Estas tres acreditaciones, conocidas también como “la triple corona”, son consideradas como las credenciales de mayor importancia y reconocimiento entre las escuelas de negocios, lo que ubica a la facultad a la altura de las más prestigiosas escuelas de negocio del mundo.

## Rankings
La Facultad de Administración de la Universidad de los Andes es considerada una "top business school" con cuatro palmas por parte de la agencia independiente de clasificación Eduniversal, siendo la única escuela de negocios de Colombia en recibir esta calificación.
Por su parte, la Universidad de Los Andes  ha estado clasificada entre las mejores 550 universidades del mundo desde 2006. En el 2006 estaba dentro de las 500 mejores universidades del mundo de acuerdo con el QS World University Rankings. Se mantuvo entre los puestos 400 y 500 hasta el año 2009. En el 2010 la Universidad se ubicó entre los puestos 500 y 550 en el mundo. Sin embargo en 2011 volvería a estar entre los puestos 400 Y 500 en el mundo ubicándose como la mejor de Colombia.